# (90703) Indulgentia
(90703) Indulgentia (1988 RO3) – planetoida z pasa głównego asteroid okrążająca Słońce w ciągu 4,11 lat w średniej odległości 2,56 j.a. Odkryta 8 września 1988 roku.